# أنيني نوي
أنيني نوي هي مدينة في شرق وسط مولدوفا، وهي مركز مقاطعة أنيني نوي.
تبعد مسافة 36 كيلومترا جنوب شرق العاصمة كيشيناو.